# Mircea Cărtărescu
Mircea Cărtărescu (1956. június 1. –) román író, költő és tanulmányíró. Felesége Ioana Nicolaie költőnő. A román irodalomkritika a nyolcvanas évek nemzedékének legfontosabb alkotói között tartja számon, prózájában sok a fantasztikus elem. Hazája legsikeresebb kortárs írói közé tartozik. A romániai Elle magazinban megjelent rövid írásait tartalmazó „Miért szeretjük a nőket?” című kötete nem várt népszerűséget hozott; legutóbbi könyvét, a Vakvilág harmadik kötetét már nagy kritikai és közönségvisszhang kísérte. Könyveit a rendszerváltás óta a Humanitas könyvkiadó jelenteti meg.

## Életpályája
A Bukaresti Egyetem román nyelv és irodalom szakát 1980-ban végezte el. 1980 és 1989 között iskolai romántanárként dolgozott, majd a Romániai Írószövetség tisztviselője és a Caiete Critice című lap szerkesztője volt. 1991 óta a Bukaresti Egyetem Bölcsészkarának Román Nyelv és Irodalom Tanszékén tanársegéd, majd adjunktus. 
1994 és 1995 között az Amszterdami Egyetem vendégelőadója volt. Időszakos munkatársa volt a Poetry Review, a Libération, a Missives, a La République des Lettres, a Quadrant, a New Delta Review és az Another Chicago Magazine című nyugati lapoknak. 
A román irodalomban a posztmodern művelőjeként tartják számon. Műveit többek között angol, francia, német, olasz, spanyol, lengyel, magyar, holland, svéd, norvég és bolgár nyelvre fordították le.

## Munkássága
Írásaival először 1978-ban jelentkezett, a România literară című folyóiratban.
Világviszonylatban legjelentősebb Nostalgia című könyve, amely magyarul Sóvárgás címmel 1997-ben jelent meg, öt részből áll, amelyek összefüggésének kérdését a szerző mindvégig nyitva hagyja. A prológus ("A rulettjátékos") és az epilógus ("Az építész") egy-egy rövidebb történet; a középső három fejezet alkotja a regény tömbjét: a "Dilingó" című elbeszélés gyerekkori kalandokat elevenít fel, majd egy Mircea Eliadéra jellemző csavarral zárja a végén; az "Ikrek" is a gyerekkorral indul, de továbbhajlik a kamaszkorba, mígnem a szintén főleg Eliade által képviselt román miszticista irodalmi hagyományoknak megfelelően egy meglehetősen felfokozott és elvonatkoztatott tetőpontba torkollik, mindezt pedig keretbe fogja egy nőnek öltöző férfi monológja; a "REM" történetét, amely egy tizenkét éves lány intellektuális kalandjairól szól és Bukarest egyik külső kerületében játszódik, egy harmincöt éves nő meséli el. Állandó díszletként szolgálnak ehhez a bukaresti tömbházak, a színes, kivilágított kirakatok, és a különféle színárnyalatok legváratlanabbul fellépő kombinációi. Kritikusai szerint prózáján egyaránt érződik Emil Cioran, Ion Luca Caragiale és Mircea Eliade hatása.

## Verseskötetei
- Faruri, vitrine, fotografii… („Fényszórók, kirakatok, fényképek”), Cartea Românească, 1980 – a román Írószövetség díja, 1980
- Aer cu diamante („Levegő gyémántokkal” – gyűjteményes kötet), Litera, 1982
- Poeme de amor („Szerelmes versek”), Cartea Românească, 1983
- Totul („Minden”), Cartea Românească, 1985
- Levantul („Levante”), Carta Românească, 1990 – a Romániai Írószövetség díja; új kiadás: Humanitas, 1998 (magyarul részletek jelentek meg belőle különböző folyóiratokban, fordította: Lövétei Lázár László)
- Dragostea („Szerelem”), Humanitas, 1994
- Antologia poeziei generației '80 („A nyolcvanas évek nemzedékének válogatott versei” – gyűjteményes kötet), Vlasie, Pitești, 1995
- Dublu CD („Duplacédé”), Humanitas, 1998
- Bebop Baby, Meeting Eyes Bindery, 1999
- Plurivers 1 & 2, Humanitas, 2004

## Prózakötetei
- Desant '83 („Deszant '83” – gyűjteményes kötet), Cartea Românească, 1983
- Visul („Az álom”), Carta Românească, 1989 – a román Akadémia díja
- Nostalgia („Sóvárgás”), Humanitas, 1993 – a Visul cenzúrázatlan kiadása (magyarul 1997-ben jelentette meg a Jelenkor Kiadó, fordította: Csiki László)
- Travesti („Lulu”), Humanitas, 1994 (magyarul 2004-ben jelentette meg a Gondolat Kiadó, fordította: Lövétei Lázár László)
- Orbitor („Vakvilág”), 1. kötet: Aripa stângă („A bal szárny”), Humanitas, 1996 (magyarul 2000-ben jelentette meg a Jelenkor Kiadó, fordította: Csiki László)
- Jurnal („Napló”), Humanitas, 2001
- Orbitor („Vakvilág”), 2. kötet: Corpul („A test”), Humanitas, 2002
- Enciclopedia zmeilor („Sárkányok enciklopédiája”), Humanitas, 2002 (magyarul 2011-ben jelentette meg a Bookart Kiadó, fordította: Szőcs Géza és Gergely Zsuzsa)
- De ce iubim femeile („Miért szeretjük a nőket”), Humanitas, 2004 (magyarul 2007-ben jelentette meg a Jelenkor Kiadó, fordította: Koszta Gabriella)
- Jurnal II, 1997–2003 („Napló 2”, 1997–2003), Humanitas, 2005
- Orbitor („Vakvilág”), 3. kötet: Aripa dreaptă („A jobb szárny”), Humanitas, 2007

## Tanulmányai
- Visul chimeric (subteranele poeziei eminesciene) („A kiméra álma” – Eminescu költészetéről), Litera, 2002
- Postmodernismul românesc („A román posztmodern”), Ph.D.-munka, Humanitas, 1999
- Pururi tânăr, înfășurat în pixeli („Örökfiatalon, pixelekbe burkolva”), Humanitas, 2003
- Baroane („Bárónők”), Humanitas, 2006

## Hangoskönyvei
- Parfumul aspru al ficțiunii („A fikció fanyar illata”), Humanitas, 2003

## Magyarul
- Sóvárgás; ford. Csiki László; Jelenkor, Pécs, 1997
- Vakvilág; ford. Csiki László; Jelenkor, Pécs, 2000
- Lulu; ford. Lövétei Lázár László; Gondolat, Bp., 2004 (Gondolat világirodalmi sorozat)
- Miért szeretjük a nőket?; ford. Koszta Gabriella; Jelenkor, Pécs, 2007 (Útravaló)
- Sárkányok enciklopédiája; rajz Tudor Banuş, ford. Gergely Zsuzsa, Szőcs Géza; Bookart, Csíkszereda, 2011
- Káprázat. A test; ford. Koszta Gabriella, utószó Papp Sándor Zsigmond; L'Harmattan, Bp., 2014 (Valahol Európában)
- Káprázat. A jobb szárny; ford. Koszta Gabriella, utószó Dragomán György; L'Harmattan, Bp., 2019 (Valahol Európában)
- Szolenoid; ford Koszta Gabriella; Jelenkor, Bp., 2023

## Irodalmi díjai
- 1980: a Romániai Írószövetség díja
- 1989: a román Akadémia díja
- 1990: a Romániai Írószövetség díja; a Flacară folyóirat díja; az Ateneu folyóirat díja; a Tomis folyóirat díja; a Cuvântul folyóirat díja
- 1992: a Sóvárgás francia változata (La Rêve) jelölései: Prix Mèdicis (Medici-díj), Prix Union Latine, Le meilleur livre étranger (a legjobb külföldi könyv)
- 1994: a Romániai Írószövetség díja; ASPRO-díj; a moldovai Írószövetség díja
- 1996: ASPRO-díj; a Flacăra folyóirat díja; az Ateneu folyóirat díja; a Tomis folyóirat díja; a Cuvântul folyóirat díja
- 1997: a Flacăra folyóirat díja; az Ateneu folyóirat díja; a Tomis folyóirat díja; a Cuvântul folyóirat díja
- 1999: a Vakvilág – A bal szárny francia változatának jelölése a Prix Union Latine díjra
- 2000: a Romániai Írószövetség díja
- 2002: ASPRO-díj; AER-díj
- 2006: a Román Elnöki Hivatal által adományozott Kulturális Érdemrend Nagykeresztje

## Külső hivatkozások
- Részlet A rulettjátékosból (eredeti címe: „Ruletistul”), a Sóvárgás című kötetből, a WordsWithoutBorders.org-on (angolul)
- Mircea Cărtărescuhoz kapcsolódó videók a YouTube-on (románul)